# Os Cavaleiros do Zodíaco (álbum)
Os Cavaleiros do Zodíaco: As Músicas do Seriado da TV é um álbum lançado em 1995, pela gravadora Sony Music.  
Trata-se de um álbum com canções que serviram como trilha sonora do anime homônimo, que estava sendo transmitido pela extinta Rede Manchete. Adicionalmente, traz músicas que fizeram parte de filmes da franquia de Os Cavaleiros do Zodíaco, lançados na mesma época.  
A maioria dos vocais são feitos pela dupla de cantores Larissa Tassi e William Kawamura. 
Comercialmente, o álbum obteve sucesso. No Brasil, as vendas superaram 500 mil cópias, o que rendeu discos de ouro e de platina.

## Antecedentes e contexto
Em 1986, foi publicada a primeira edição do mangá de Os Cavaleiros do Zodíaco. Na mesma época, o primeiro episódio do anime homônimo foi lançado, e logo ambos os projetos tornaram-se um sucesso em nível mundial.
Anos após seu lançamento original, no Brasil, a Rede Manchete, que era famosa por exibir séries e animações japonesas, enfrentava uma crise de audiência. Nesse contexto, Eduardo Miranda, então chefe de cinema da emissora, foi chamado para uma reunião com representantes da distribuidora de brinquedos Samtoy, da qual recebeu uma proposta para exibir o desenho.
O primeiro episódio foi ao ar em 1º de setembro de 1994. A audiência cresceu na emissora, atingindo 15 pontos no Ibope e as lojas conseguiram vender mais de 400 mil bonecos.

## Produção e gravação
Para aproveitar o sucesso foi planejada uma trilha sonora, cuja produção e direção ficou a cargo de Augusto César, Paulo Sérgio Valle e Mário Lúcio de Freitas.
A lista de faixas trazia 12 canções originais inspiradas na série e em seus personagens. Entre as quais destacam-se: "Os Cavaleiros do Zodíaco" que foi o segundo tema de abertura da série no Brasil e foi feita exclusivamente para sua transmissão na Rede Manchete. A música era cantada pela dupla Larissa Tassi e William Kawamura, que foi formada pela Sony Music em um concurso infantil.
Sarah Regina Firmo Silva, que foi casada com Mário Lúcio de Freitas, dono da empresa de dublagem Gota Mágica, gravou as canções "Shina" e "Marim", já seus filhos Karina, Rodrigo e Felipe, participaram das canções "Rap do Zodíaco" e "Força Astral".
Uma versão em espanhol do álbum, com o título de Los Caballeros del Zodiaco: Musica de la Serie de TV, chegou a ser lançada no Chile, em 1996. As canções eram cantadas por outros artistas e o álbum teve poucas cópias produzidas.

## Lançamento e recepção comercial
O lançamento ocorreu em 1995, somente no Brasil, nos formatos K7, vinyl e em CD, pelo selo Sony Music/Columbia, e apesar das canções serem de um programa da Manchete, elas foram divulgadas em várias emissoras e programas de TV, como o Xuxa Hits da Rede Globo.
A trilha ficou entre os três discos mais vendidos da Sony em 1995 e vendeu cerca de 210 mil cópias pouco tempo depois de seu lançamento. No total foram vendidos mais de 500 mil cópias, o que o conduziu a ganhar disco de ouro, platina e, por fim, platina duplo.

## Lista de faixas
- Créditos adaptados do encarte do CD Os Cavaleiros do Zodíaco: As Músicas do Seriado da TV .[7]

| N.º | Título                                         | Compositor(es)                          | Artista                  | Duração |  |
| 1.  | "Os Cavaleiros do Zodíaco"                     | Augusto César Paulo Sérgio Valle        | Larissa e William        | 3:34    |  |
| 2.  | "Seiya, o Cavaleiro de Pégasus"                | Michael Sullivan Paulo Sérgio Valle     | Larissa e William        | 3:31    |  |
| 3.  | "Saori"                                        | Carlos Colla Chico Roque                | Larissa e William        | 3:35    |  |
| 4.  | "Mestre do Mal" (Part. Especial: Walter Breda) | Flávio Guimarães Mário Lúcio De Freitas | Mário Lúcio de Freitas   | 2:56    |  |
| 5.  | "Shina"                                        | Mário Lúcio De Freitas                  | Sarah Regina             | 2:55    |  |
| 6.  | "Marin" (Part. Especial: Hermes Barolli)       | Mário Lúcio De Freitas                  | Sarah Regina             | 3:33    |  |
| 7.  | "Rap do Zodíaco"                               | Flávio Guimarães Mário Lúcio De Freitas | Rodrigo e Felipe         | 2:16    |  |
| 8.  | "Os Cavaleiros Do Zodíaco" (Karaoke)           |                                         | Instrumental             | 3:34    |  |
| 9.  | "Seiya, o Cavaleiro de Pégasus" (Karaoke)      |                                         | Instrumental             | 3:29    |  |
| 10. | "Saori" (Karaoke)                              |                                         | Instrumental             | 3:32    |  |
| 11. | "Rap do Zodíaco" (Karaoke)                     |                                         | Instrumental             | 2:26    |  |
| 12. | "Força Astral"                                 | Flávio Guimarães Mário Lúcio De Freitas | Karina, Rodrigo e Felipe | 2:41    |  |

## Certificação e vendas
| País   | Certificação | Vendas  |
| ------ | ------------ | ------- |
| Brasil | 2× Platina   | 500,000 |